# Wimpie de Klerk
Pour les articles homonymes, voir de Klerk.
 (décembre 2023).
Si vous disposez d'ouvrages ou d'articles de référence ou si vous connaissez des sites web de qualité traitant du thème abordé ici, merci de compléter l'article en donnant les références utiles à sa vérifiabilité et en les liant à la section « Notes et références ».
Willem Johannes de Klerk (plus connu sous le nom de Wimpie de Klerk), né le 12 avril 1928 au Transvaal et décédé le 7 août 2009 à Johannesburg, est un universitaire, commentateur et analyste politique sud-africain, rédacteur en chef du quotidien afrikaans Die Transvaler et de l'hebdomadaire Rapport. 
Frère du président Frederik de Klerk, il fut l'un des cofondateurs du Parti démocratique en 1989.  

## Origines
Wimpie de Klerk est le fils de Jan de Klerk, sénateur (1955-1975), ministre du travail et des travaux publics (1954-1958) dans le gouvernement Strijdom, ministre du travail et des mines (1958-1961), des affaires internes, du travail et de l'immigration (1961), des affaires internes, de l'éducation des arts et des sciences (1961-1966) dans les gouvernements d'Hendrik Verwoerd, ministre de l'éducation, des arts et des sciences et de l'information (1966-1967), ministre de l'éducation nationale (1968-1969) dans les gouvernements de John Vorster et président du Sénat de 1969 à 1976.
Il est aussi le frère ainé de Frederik de Klerk, député, ministre puis président d'Afrique du Sud de 1989 à 1994.

## Carrière professionnelle
Après des études de théologie à l'université de Potchefstroom, Wimpie de Klerk devint pasteur de l'Église réformée hollandaise et conférencier en philosophie avant de devenir rédacteur en chef de Die Transvaler, le quotidien nationaliste afrikaner.
D'abord partisan de la politique d'apartheid mise en place à partir de 1948 par les gouvernements du parti national, il distingue progressivement le grand apartheid (politique nationale de développement séparé au travers des bantoustans), qu'il approuve, de "l'apartheid mesquin" (les lois de ségrégation raciale applicables dans la vie quotidienne) qu'il souhaite voir disparaitre. Dans les années 1970, il invente la distinction  « verlighte » (éclairé) et « verkrampte » (crispé) pour nommer au sein du parti au pouvoir les partisans de l'aile pragmatique du Parti national et ceux de l'aile dure et idéologique. 
Dans les années 1980, il rejette l'apartheid dans son ensemble, ne croyant plus en la possibilité d'imposer un développement séparé au sein du territoire national du fait de la trop grande imbrication des populations. L'apartheid ne pouvant être réformé, il en appelle à son abolition. 
En tant que rédacteur du journal afrikaans Rapport, il mène une campagne éditoriale frontale contre le gouvernement de Pieter Botha. Ce dernier tente de le faire licencier par son éditeur, la société de presse Naspers. Mais sans succès. En 1987, Wimpie de Klerk démissionne de son poste de rédacteur en chef et entre plus activement dans la vie politique. Professeur de communication à l'université afrikaans du Rand, il fait partie d'une délégation d'intellectuels afrikaner, dirigé par Willie Esterhuyse, professeur de l'université de Stellenbosch, qui de 1987 à 1990, participe à des rencontres non officielles avec des dirigeants de l'ANC comme Thabo Mbeki et Jacob Zuma, notamment à Dakar, au Sénégal et à Bath en Angleterre. 
Les rapports de Wimpie avec son frère FW et son épouse Marike (ultra-conservatrice) sont très difficiles durant ces années. Wimpie adresse néanmoins à son frère des comptes rendus de ses entretiens avec l'ANC. 
En 1989, Wimpie de Klerk participe à la fondation du Parti démocratique mais s'abstient de se présenter lors des élections générales.
Il meurt des suites d'une pneumonie à Johannesburg le 7 août 2009 à l'âge de 81 ans. Il avait six enfants. 
Le service funèbre fut célébré le 14 août 2009 en présence des anciens présidents Frederik de Klerk et Thabo Mbeki et des anciens ministres Aziz Pahad et Roelf Meyer.